# São João da Vargem
São João da Vargem ist ein Ortsteil der Hauptstadt São Tomé auf der Insel São Tomé im Inselstaat São Tomé und Príncipe. 2012 wurden 1793 Einwohner gezählt.

## Geographie
Der Ort liegt oberhalb der Praia São João in der Bucht Baía Ana Chaves. Zu dem Teilort gehört auch die Descanse em Paz Pepe Lima und der Cemitério São João da Vargem.